# Fritz Mannheimer

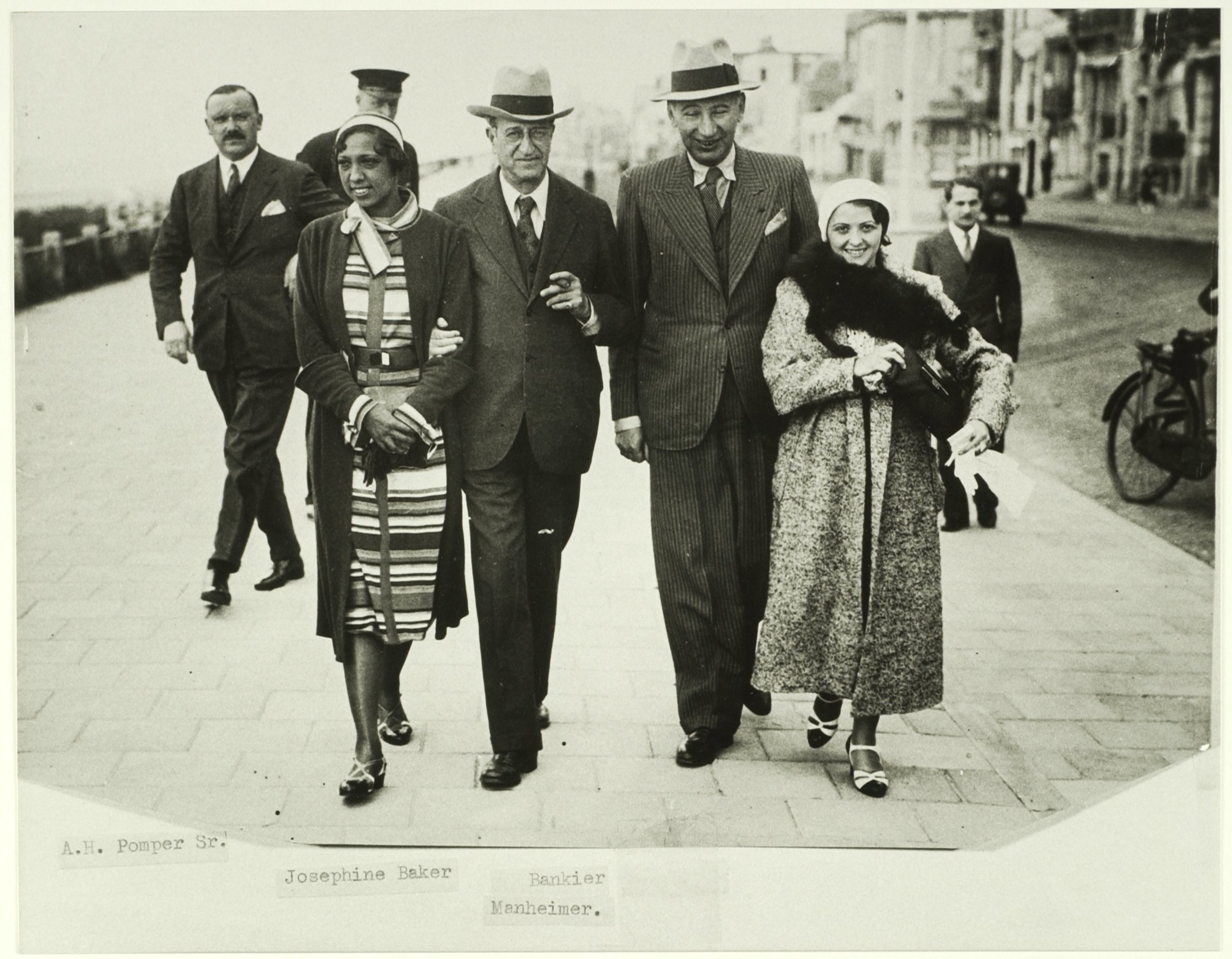
Mannheimer arm in arm met Josephine Baker (1932)

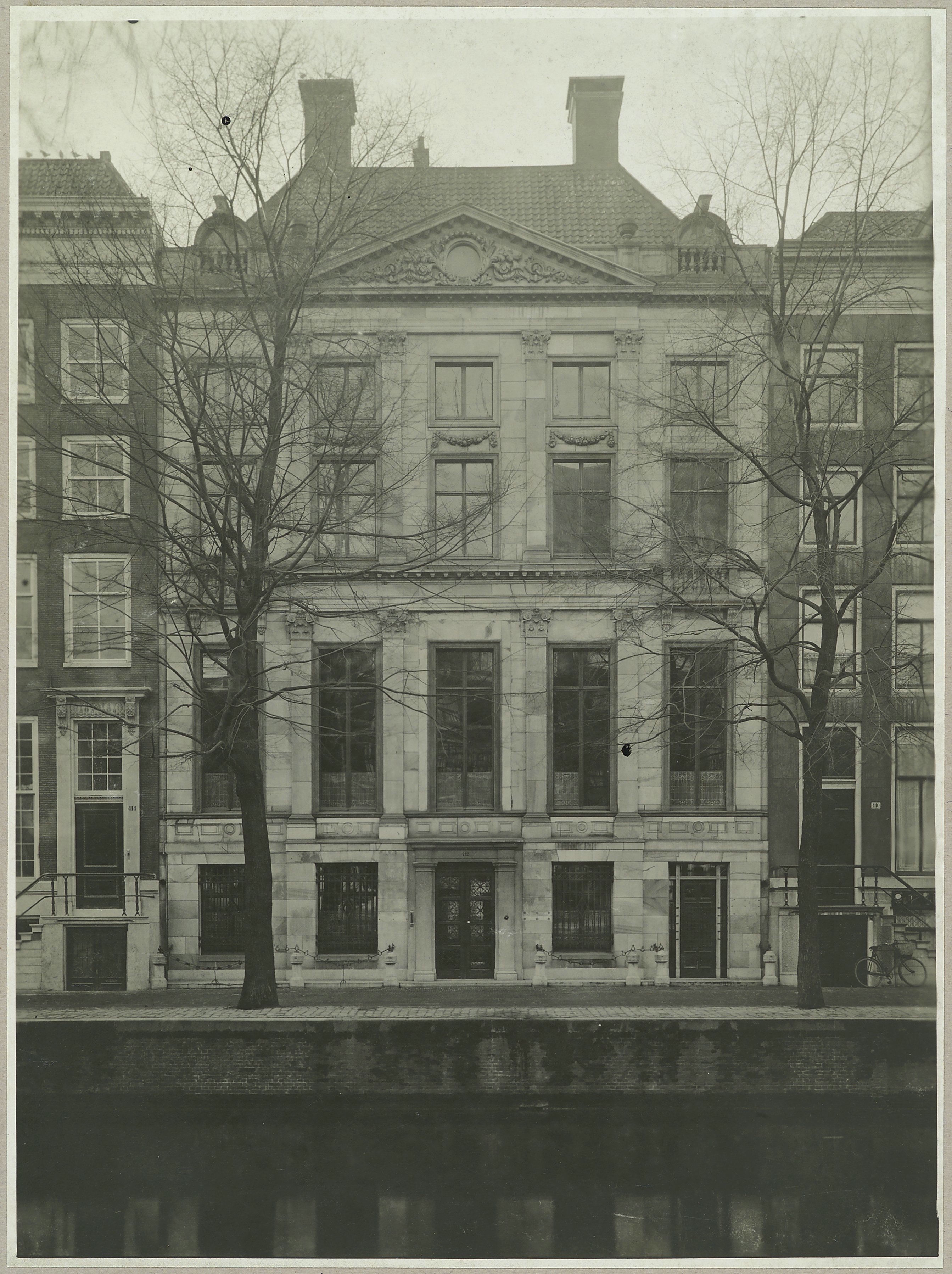
Heerengracht 412

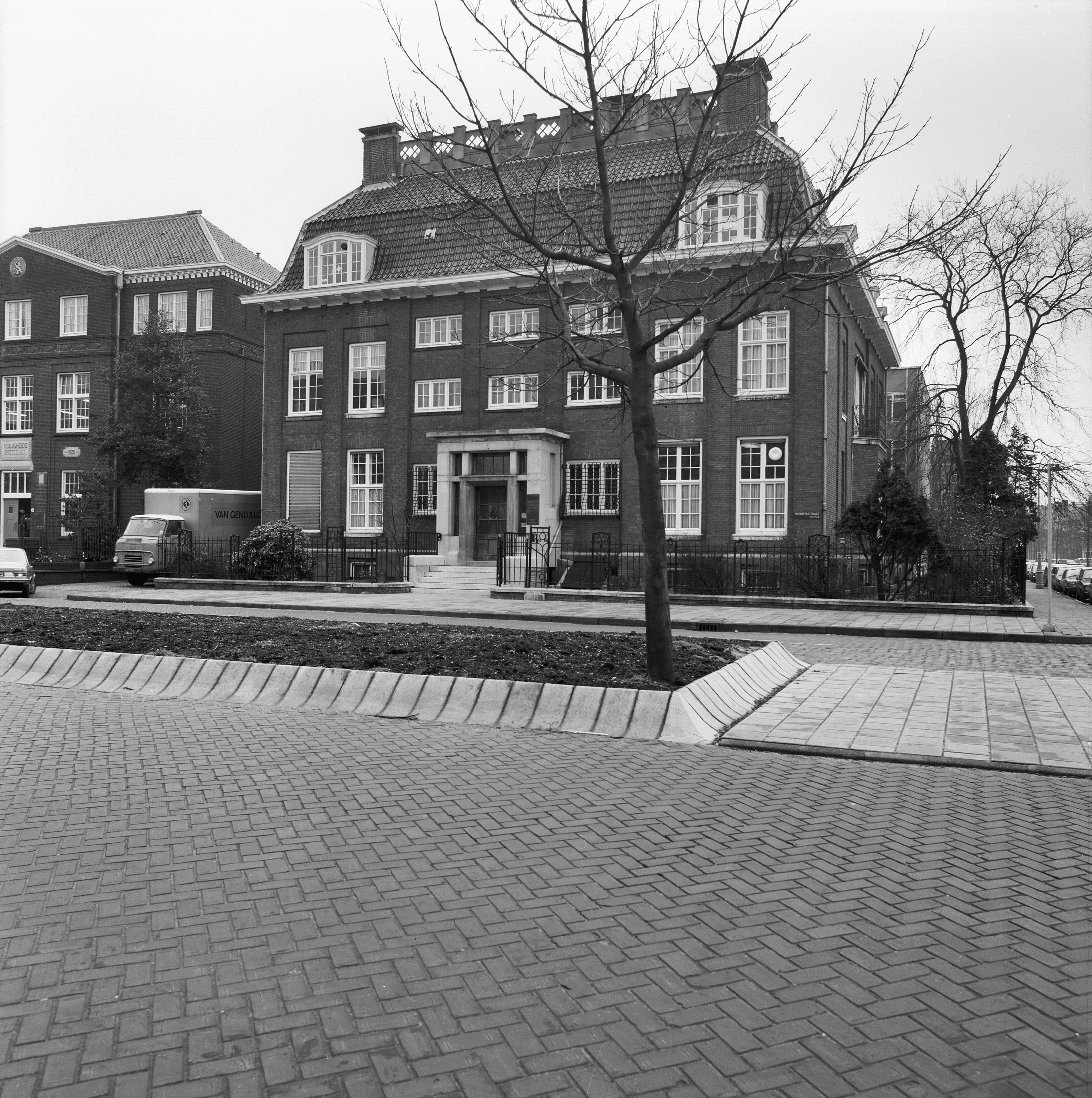
Hobbemastraat 20

Fritz Mannheimer (Stuttgart, 19 september 1890 - Vaucresson, 9 augustus 1939) was een Duits-Joods bankier en kunstverzamelaar, die in 1936 Nederlander werd en zijn kunstcollectie in Amsterdam voor het publiek beschikbaar stelde. De bank Mannheimer ging failliet en in 1941 kocht Hitler zijn collectie. Zijn verzameling kwam na de oorlog terug in Nederland, in het Rijksmuseum, dat de helft ervan verkocht op last van het ministerie van Financiën.

## Biografie

### Jeugd
Fritz Mannheimer groeide op in Stuttgart waar vader Max Mannheimer een wijnhandel bezat. Verder bestond het Joodse gezin uit moeder Lili Sara Fränkel en broer Viktor (?-1928). Na zijn schooltijd studeerde Mannheimer rechten aan de Universiteit van Heidelberg, waar hij in 1911 promoveerde op een strafrechtelijk onderwerp.

### Carrière
Mannheimers eerste baan was in het Duitse bankwezen. Vervolgens kreeg hij, aan het begin van de Eerste Wereldoorlog, een aanstelling bij de Kriegsmetallgesellschaft in Berlijn. In 1916 werd hij door het gerenommeerde Berlijnse bankiershuis Mendelssohn & Co. en de Deutsche Reichsbank naar Amsterdam gestuurd voor het verrichten van internationale valuta- en effectentransacties. Samen met de Nederlandsche Handel-Maatschappij en Pierson & Co. richtte Mendelssohn & Co. in 1920 een Amsterdamse vestiging op, waarover Mannheimer de leiding kreeg. Dit Amsterdamse filiaal van Mendelssohn & Co. was een van de grootste particuliere banken van dat moment. Mede door Mannheimer werd Mendelssohn & Co. (Amsterdam) een gewaardeerd syndicaatpartner voor Nederlandse en buitenlandse emissies. De bank was onder andere betrokken bij het verlenen van een groot Nederlands krediet aan Duitsland, het Tredefinakrediet. Mannheimer bezat een uitgesproken intuïtie voor marktstemmingen en prijsbewegingen in de geldhandel. Zijn prestaties, charme en flair, maar ook zijn corpulente uiterlijk en geringe aandacht voor sociale omgangsvormen zorgden voor een scheiding der geesten: loyale supporters en felle vijanden. Zijn vijanden voerden publieke lastercampagnes en brachten insinuaties in omloop. Mede daardoor werd zijn begin jaren dertig ingediende aanvraag voor het Nederlanderschap door Justitie uitzonderlijk traag behandeld en passeerde deze pas na ingrijpen van invloedrijke vrienden in 1936 het parlement.
De bankier doneerde in het voorjaar van 1935 tweehonderd duizend gulden aan de Kröller-Müller Stichting voor de bouw van het gelijknamige museum. Later volgde nog een anonieme gift van nog eens honderdduizend gulden, vermoedelijk ook van Mannheimer. Waarschijnlijk was de reden voor de donaties de succesvolle bemiddeling van Anton Kröller bij de Nederlandse overheid om Mannheimer de Nederlandse nationaliteit te verlenen.

### Kunstverzamelaar
Op kosten van de bank legde Mannheimer vanaf 1921 een enorme kunstverzameling aan. Deze was voor belangstellenden te bezichtigen in zijn villa aan de Hobbemastraat 20. Dankzij deze publieke functie van de verzameling was het mogelijk om onder betaling van weeldebelasting uit te komen. De meeste mensen konden de smaak van Mannheimer niet waarderen, zijn woning kreeg dan ook de bijnaam “Villa Protski”.
Mannheimer was in deze periode een van de weinige verzamelaars die zich konden meten met internationale grootheden als Andrew Mellon en Isabella Stewart Gardner. Naast een ruim budget had Mannheimer een goede neus voor kwaliteit en hij liet zich gedegen adviseren. Al in 1934 was Mannheimers schuld bij de bank flink opgelopen. Mendelssohn en Co. richtte als oplossing Artistic and General Securities Company Limited op. Ze kwamen met Mannheimer overeen dat de volledige kunstverzameling eigendom werd van deze maatschappij. Mannheimer kreeg van AGS Ltd. de collectie weer in bruikleen. Tegen de afspraken in ging Mannheimer vervolgens door met het aankopen van kunst, zodat de schuld aan de bank opliep tot zo’n dertien miljoen gulden.
Na de dood van Mannheimer en het daaropvolgend faillissement van de zaak, werd de collectie Mannheimer in 1941 via de Dienststelle Mühlmann door Adolf Hitler gekocht. In 1945, na afloop van de Tweede Wereldoorlog werden de kunstwerken door de Amerikanen in beslag genomen en volgens het Akkoord van Potsdam overgebracht naar Nederland. De collectie Mannheimer kwam in 1952 terecht in het Rijksmuseum. Hier wordt nog steeds de helft van de verzameling bewaard, de andere helft moest op last van het ministerie van Financiën in 1952 worden verkocht.

### Huwelijk
Op 1 juni 1939 trouwde Mannheimer in zijn buitenhuis Monte Christote Vaucresson met de Braziliaanse Marie Annette Reiss (1917-2004). De Franse minister van Financiën Paul Reynaud trad als getuige op.

### Overlijden
Twee maanden na zijn huwelijk, een dag na zijn terugkeer naar Vaucresson en in de wetenschap dat hij zijn zaak niet had kunnen redden, werd een hartinfarct hem fataal. Fritz Mannheimer overleed op 9 augustus 1939. Kort daarna werd de bank failliet verklaard.

### Dochter
Op 24 december 1939 werd Mannheimer postuum vader van een dochter, Anne France Mannheimer, later bekend als Anne France Engelhard.

## Nevenfuncties
- Lid erecomité “Buitengewone steunactie voor De Joodsche Invalide” (1937).
- Bestuurder Keren Hajesod Nederland.
- Bestuurslid Joodse Wees- en Doorgangshuis (Leiden).
- Consul-generaal van Roemenië te Amsterdam (1930).

### Onderscheidingen
- Officier orde ON.
- Groot-officier in de Kroonorde van België (1938).